# Istituto Forestale Europeo
L'Istituto Forestale Europeo (in inglese European Forest Institute, EFI) è un'organizzazione internazionale intergovernativa con quartier generale a Joensuu, in Finlandia.
L'EFI conduce ricerca scientifica e fornisce sostegno alle politiche sulle questioni relative alle foreste. Compito dell'EFI è facilitare e stimolare la messa in rete nell'ambito della ricerca forestale e promuovere la diffusione di informazioni imparziali e di rilevanza politica sulle foreste e la silvicoltura. Queste attività sono condotte presso la sede principale e in diversi uffici regionali.

## Storia
L'Istituto Forestale Europeo è stato creato nel quadro di un desiderio di «costruzione forestale paneuropea» preparato sin dagli anni ottanta, e avviato con le conferenze ministeriali per la protezione delle foreste in Europa, un processo derivante da un'iniziativa franco-finlandese.
L'approccio è stato lanciato da una prima conferenza ministeriale organizzata dal governo francese a Strasburgo nel 1990, mentre si preparava il primo Summit della Terra a Rio de Janeiro nel giugno 1992, e gli esperti forestali si sono trovati di fronte ad una crescente domanda di garanzie sociali e ambientali nella loro gestione. Tutti i paesi europei sono stati invitati a partecipare, attraverso una serie di conferenze di studio e approvando di risoluzioni, conferenze che si sono svolte a Helsinki (1993), a Lisbona (1998), a Vienna (2003), a Varsavia (2007), a Oslo (2011), a Madrid (2015), a Bratislava (2021).
Queste conferenze sono state denominate «Helsinki Process», dal 2009 «Forest Europe».
Secondo la sesta risoluzione della Conferenza di Strasburgo (1990) «gli Stati firmatari e le istituzioni internazionali [...] si impegnano a combinare meglio i loro sforzi di ricerca a livello internazionale, sulla gestione degli ecosistemi forestali e, a tal fine, creare una rete europea per la ricerca sugli ecosistemi forestali»,
che si è conclusa, in occasione della Conferenza ministeriale di Helsinki del 1993, con la creazione di una rete europea, su suggerimento della Finlandia: una Organizzazione non governativa di diritto finlandese che riunisce istituti scientifici, educativi, industriali o commerciali di tutti i paesi europei per raccogliere e valorizzare le conoscenze e le competenze nel settore forestale e coinvolgere meglio gli scienziati nel dialogo sulle foreste.
Con l'approvazione della Convenzione avvenuta in data 28 agosto 2003 l'Istituto Forestale Europeo assume giuridicamente la veste di organizzazione internazionale.

## Membri
All'Istituto Forestale Europeo partecipano 30 Stati europei e 130 organizzazioni con interessi nelle attività e nella ricerca forestali.

### Stati membri
Gli Stati che hanno ratificato la Convenzione dell'Istituto Forestale Europeo sono 30:
1. Austria
2. Belgio
3. Bulgaria
4. Rep. Ceca
5. Croazia
6. Danimarca
7. Estonia
8. Finlandia
9. Francia
10. Germania
11. Grecia
12. Irlanda
13. Italia
14. Lettonia
15. Lituania
16. Lussemburgo
17. Norvegia
18. Paesi Bassi
19. Polonia
20. Portogallo
21. Regno Unito
22. Romania
23. Serbia
24. Slovacchia
25. Slovenia
26. Spagna
27. Svezia
28. Svizzera
29. Turchia
30. Ucraina

### Organizzazioni partecipanti
All'Istituto Forestale Europeo partecipano 130 organizzazioni di 41 paesi, suddivise in «membri associati» (paesi europei) e «membri affiliati» (paesi non europei).
Le organizzazioni associate italiane sono 10:
- Consiglio Nazionale delle Ricerche (CNR)
- Consiglio per la ricerca in agricoltura e l'analisi dell'economia agraria - Centro di ricerca foreste e legno (CREA-FL)
- Etifor S.r.l. - Padova
- Foxlab - Pisa
- Società Italiana di Selvicoltura ed Ecologia Forestale (SISEF)
- Università degli Studi della Tuscia - Dipartimento di scienze agrarie e forestali (DAFNE)
- Università degli Studi del Molise
- Università degli Studi di Firenze – Dipartimento di gestione dei sistemi agrari, alimentari e forestali (GESAAF)
- Università degli Studi di Padova - Dipartimento territorio e sistemi agro-forestali (TESAF)
- Università degli Studi di Torino - Dipartimento di scienze agrarie, forestali e alimentari (DISAFA)

## Organizzazione

### Sedi
- Joensuu (Finlandia), sede centrale; ospita Bioeconomy Programme, Bioregions Facility e Policy Support Facility[8]
- Barcellona (Spagna); ospita Mediterranean Facility, EU FLEGT Facility, EU REDD Facility[9]
- Bonn (Germania); coordina Resilience Programme e Governance Programme[10]
- Bruxelles (Belgio); ufficio di collegamento con le istituzioni europee[11]
- Roma, in via Manziana 30; ospita Biocities Facility[12]
- Kuala Lumpur (Malaysia), ufficio regionale per l'Asia[13]

### Governance
- Il Consiglio è il massimo organo decisionale dell'EFI, è composto dai rappresentanti dei paesi membri e si riunisce in sessione ordinaria ogni tre anni. (art. 6 della Convenzione)
- La Conferenza è composta da rappresentanti delle organizzazioni associate, si riunisce una volta all'anno in sessione plenaria e delibera a maggioranza semplice. (art. 7 della Convenzione)
- Il Comitato, formato da 8 componenti, stabilisce e rivede il quadro generale della ricerca e la strategia dell'Istituto e sovrintende il segretariato. (art. 8 della Convenzione)
- Il Segretariato è guidato dal direttore ed è composto dal personale dell'Istituto. (art. 9 della Convenzione)
- Il Comitato consultivo scientifico contribuisce alle attività di ricerca e di sostegno politico dell'Istituto.

## Programmi
- Bioeconomy Programme risponde alla necessità di previsione, ricerca interdisciplinare e intersettoriale all’interfaccia tra mercati, prodotti, politiche e risorse forestali.[14]
- Bioregions Facility collega le regioni innovative dell'Europa per lavorare insieme per sbloccare il potenziale regionale attraverso lo scambio internazionale sulla bioeconomia circolare forestale. Partecipano al progetto: Paesi Baschi, Catalogna, Renania Settentrionale-Vestfalia.[15]
- Policy Support Facility collabora con i decisori europei, le parti interessate, le istituzioni politiche e le organizzazioni membri dell'EFI per portare nell'arena politica le conoscenze dell'Istituto basate sulla scienza.[16]
- Mediterranean Facility (EFIMED). Il Mediterraneo ha un potenziale inespresso per contribuire al ruolo guida svolto dal settore forestale nella bioeconomia globale con le sue caratteristiche ecologiche e sociali distintive. La ricerca tematica e l'interconnessione con la struttura EFIMED si concentrano sulla creazione di valore sostenibile dai paesaggi forestali mediterranei.[17]
- EU FLEGT Facility. Dal 2007 al 2021 ha sostenuto l'attuazione del piano d'azione per l'applicazione delle normative, la governance e il commercio nel settore forestale (FLEGT) dell'Unione europea, con particolare attenzione agli accordi volontari di partenariato (VPA). EU FLEGT Facility definisce un programma di azioni che costituisce la risposta dell'Unione europea al problema del disboscamento illegale e del commercio dei prodotti derivati del legno.[18]
- EU REDD Facility, che aiuta i paesi in via di sviluppo a migliorare la governance dell'uso del territorio come parte dei loro sforzi per rallentare, arrestare e invertire la deforestazione. L'Istituto contribuisce allo sforzo complessivo dell'Unione europea volto a ridurre l'impatto della deforestazione nei paesi in via di sviluppo.[19]
- Resilience Programme, che indaga tutte le questioni relative alla resilienza delle foreste e dei mezzi di sussistenza ad esse collegati, vale a dire l'adattamento al cambiamento globale, la biodiversità e la gestione integrata delle foreste e la resilienza all'interfaccia urbano-rurale.[20]
- Governance Programme, che conduce ricerche su commercio internazionale, finanziamenti sostenibili, uso del territorio, politiche legate alle foreste, mezzi di comunicazione e altro ancora.[21]
- Biocities Facility è un riferimento globale nel generare e comunicare conoscenze scientifiche rilevanti sul potenziale del concetto di bioeconomia circolare per ripensare le aree urbane, in particolare sulla base di soluzioni basate sulle foreste. Settori e sfide urbani sempre più rilevanti come l'edilizia (p.e. l'iniziativa Nuovo Bauhaus europeo), la moda, i trasporti, gli imballaggi, i rifiuti, la salute e il benessere umani beneficiano direttamente delle conoscenze e delle attività generate.[12][22]